# Sunjong
Sunjong (koreanisch: 순종) (* 25. März 1874 im Changdeokgung, Hanseong, Joseon; † 25. April 1926 ebenda, Chōsen) war während seiner Regierungszeit von 1907 bis 1910 der letzte Monarch der Joseon-Dynastie (조선 왕조) (1392–1910) und der letzte Kaiser des koreanischen Kaiserreiches.

## Frühes Leben
Sunjong wurde unter dem Namen Yi Cheok (이척) am 25. März 1874 als dritter Sohn von König Gojong (고종) und als zweiter Sohn seiner Frau, Königin Myeongseong (명성), im Changdeokgung-Palast (창덕궁) in Hanseong (한성) geboren. Er wurde von seinen Eltern als Segen für sie und die Monarchie wahrgenommen und ständig hervorgehoben, doch als Zehnjähriger von Externen als nicht besonders hübsch beschrieben. Auch spätere Kommentare von US-amerikanischen Besuchern über ihn waren nicht sehr vorteilhaft. Auch wurde ihm nachgesagt, dass seine Mutter sehr oft zu nachlässig in Bezug auf seine Erziehung gewesen sei.
Im Alter von 21 Jahren musste er erleben, wie seine Mutter am 8. Oktober 1895 durch japanische Soldaten und koreanische Kollaborateure ermordet und anschließend verbrannt wurde. Im Jahre 1898 soll er aus Versehen vergiftet worden sein, als er den Kaffee, der für seinen Vater bestimmt war, getrunken hatte. Es dauerte mehrere Tage, um sich von der Vergiftung wieder zu erholen. Die ihm nachgesagte Unfruchtbarkeit könnte eine Folge davon gewesen sein, denn aus seinen zwei Vermählungen mit Sunmyeong Hyo Hwang-hu des Min-Klans (순명효황후 민씨) und Sunjeong Hyo Hwang-hu des Yun-Klans (순정효황후 윤씨) gingen keine Kinder hervor.

## Herrschaft ohne Macht
Sunjong wurde am 19. Juli 1907 zum Kaiser gekrönt, nachdem sein Vater vom Japanischen Kaiserreich zum Abdanken gezwungen wurde. Zu Lebzeiten wurde er als unfähig zu regieren wahrgenommen und mit dem Verlust Koreas Unabhängigkeit in Verbindung gebracht. Er besaß nicht den starken Willen seines Vaters, sich der japanischen Aggression zu widersetzen und für ein unabhängiges Korea einzutreten. Seine Bindung zur japanischen kolonialen Administration in den späteren Jahren machten ihn in den Augen einiger Koreaner zu einem Verräter.
Es war der japanische Generalresident für Joseon, Itō Hirobumi (伊藤 博文), der Sunjongs Vater zum Abdanken zwang und Sunjong als Nachfolger installierte. Itō Hirobumi begann Kaiser Sunjong als Symbol für ein neues modernes Korea und für die japanisch-koreanische Integration zu nutzen. Als Zeichen dafür ließ Itō Hirobumi ihn den traditionellen koreanischen Haarknoten, Danballyeong (단발령), entfernen und zu seiner Inthronisierung trug er kurz seine traditionelle koreanische Tracht und danach eine westlich geprägte Militäruniform, zu der europäische militärische Marschmusik gespielt wurde.
1909 begleitete Itō Hirobumi Kaiser Sunjong auf zwei Prozessionen durch das Land, um den Kaiser dem Volk näher zu bringen und ein Wohlwollen des japanischen Kaiserreichs gegenüber Joseon zu signalisieren. Während die Veranstaltung im südlichen Teil des Landes für Itō Hirobumi positiv verlaufen war, brachten ihn die Reaktion des Volkes im nördlichen Teil des Landes zu der Annahme, dass eine Annexion Joseons durch Japan unausweichlich sei, um das Land unter Kontrolle zu bekommen.
Im Mai 1910 übernahm der japanische General Terauchi Masatake (寺内 正毅) die Funktion des Generalresidenten in Joseon und ließ am 22. August 1910 den Vertrag zur Annexion Joseons durch das japanische Kaiserreich vom Premierminister Yi Wan-yong (이완용) unterzeichnen. Der Vertrag, der alle Hoheitsrechte Joseons an das japanische Kaiserreich abtrat, wurde am 29. August 1910 von Kaiser Sunjong signiert und erlangte damit Rechtskraft. Im Gegenzug bekam die gesamten königliche und kaiserliche Familie Joseons die Zusicherung, ihre Titel und Rang behalten zu können sowie ausreichend finanzielle Mittel zur Verfügung gestellt zu bekommen. Sunjong wurde mit der Annexion vom Kaiser zum König zurückgestuft, doch in der koreanischen Bevölkerung wollten viele ihn weiterhin als ihren Kaiser bezeichnen.
Sunjongs letzte 16 Jahre in der Funktion als degradierter Monarch gaben ihn in der Welt der Lächerlichkeit preis. Als inkompetenter Monarch bezeichnet, wurde ihm eine Sache zugeschrieben, die er besonders gut konnte, das Billardspiel. Im Jahr 1910 wurden im Palast zwei Billardtische angeschafft und ein kleiner Billardclub gegründet, in dem Sunjong angeblich der beste Spieler war.

## Tod
König Sunjong verstarb am 25. April 1926 im Changdeokgung-Palast in Hanseong. Sein Bruder Yi Eun (이은) folgte ihm formal als 28. König der Joseon-Dynastie. Doch die japanische Kolonial-Regierung ließ eine offizielle Nachfolge nicht mehr zu.
Sunjongs Staatsbegräbnis fand am 10. Juni 1926 in einer großen Prozession statt. Der Plan von Unabhängigkeitsaktivisten, das Staatsbegräbnis für eine anti-japanische Demonstration zu nutzen, misslang und wurde von der japanischen Polizei bereits im Vorfeld unterbunden.